# Otto Hofmann (Künstler)
Otto Hofmann (* 28. April 1907 in Essen; † 23. Juli 1996 in Pompeiana (Ligurien)) war ein deutscher Maler, der am Dessauer Bauhaus ausgebildet wurde.

## Leben und Werk
Von 1928 bis 1930 studierte Hofmann am Bauhaus in Dessau und lernte dort bei Paul Klee und Wassily Kandinsky. 1930 richtete das Bauhaus für seine Werke eine eigene Ausstellung ein und im selben Jahr wurde er vom Jenaer Kunstverein für die Ausstellung Junge Künstler vom Bauhaus Dessau eingeladen. Mit der nationalsozialistischen Machtübernahme wurde sein Werk als entartet verboten und er floh als Mitglied der KPD in die Schweiz und nach Paris. 1937 wurde in der Aktion „Entartete Kunst“ seine Zeichnung Abendflug ziehender Vögel (Tuschfeder, 33 × 44, 5 cm, 1935) aus dem Museum für Kunst und Heimatgeschichte Erfurt beschlagnahmt und vernichtet.
1934 arbeitete er bei Paul Klee in Bern. 1935 kehrte er nach Deutschland zurück, heiratete Hanna Stirnemann und lebte zurückgezogen in Hainichen bei Dornburg, wo das Ehepaar eng mit dem Keramiker Otto Lindig zusammen arbeitet. 1939 wird Hofmann zum Wehrdienst eingezogen und kommt an die Ostfront. 1945 geriet er in sowjetische Kriegsgefangenschaft.
Nach seiner Freilassung zog er 1946 nach Rudolstadt in Thüringen, wo er seine künstlerische Tätigkeit wieder aufnahm. Das Erfurter Angermuseum erwarb mehrere Bilder Hofmanns. Da aber auch in der DDR seine Arbeit nicht geschätzt wurde, übersiedelte er 1950 nach West-Berlin, erhielt dort 1953 den Berliner Kunstpreis und lebte anschließend von 1953 bis 1965 als Künstler in Paris. Zwischen 1966 und 1975 lehrte Hofmann an der Hochschule für Bildende Kunst in Berlin. Seit 1976 lebte und arbeitete er bis zu seinem Tod in Pompeiana.
Die Ausstellung Die Poetik des Bauhauses im Palazzo Ducale in Genua teilt sein Lebenswerk in die vier Phasen: Das Bauhaus und die Jahre der Zensur, Russland, Das geteilte Deutschland und die europäischen Aufenthalte sowie Pompeiana. Der Kunsthistoriker Helmut Börsch-Supan sagte über das Werk von Hofmann Für mich sind seine Bilder und die Ausstrahlung seiner Persönlichkeit untrennbar miteinander verbunden. Er malte so wie er war als ein unkorruptierbarer [sic] Charakter, der lieber Zurücksetzung in Kauf nahm, als sich anzupassen.
Gelegentlich sind Werke des Künstlers im Auktionshandel anzutreffen.

## Weitere Werke in öffentlichen Sammlungen
- Mond im Garten, Öl auf Pappe, 29,3 × 29,8 cm, Niedersächsisches Landesmuseum Hannover

## Ausstellungen
Gruppenausstellungen
- 1948: Der Ruf. Dresdner Maler! auswärtige Gäste!, Staatliche Kunstsammlungen Dresden[7]
- 1990: Ausgebürgert. Künstler aus der DDR und aus dem Sowjetischen Sektor Berlins 1949-1989, Staatliche Kunstsammlungen Dresden
- 2006: Dem Auge ein Fest. Die Schenkung Rudolf und Ilse Franke, Angermuseum, Erfurt

Einzelausstellungen
- 2009/2010: La poetica del Bauhaus, Palazzo Ducale (Genua)
- 2022: Otto Hofmann: Malerei als Notwendigkeit. Kabinettpräsentation, Städel Museum, Frankfurt a. Main[8]